# Вахтанг Кікабідзе
Вахта́нг Костянти́нович Кікабі́дзе (груз. ვახტანგ კიკაბიძე; 19 липня 1938, Тбілісі, Грузинська РСР, СРСР — 15 січня 2023, Тбілісі, Грузія) — грузинський актор, естрадний співак, композитор, політик, депутат парламенту Грузії X скликання (2020—2023).
Після 2008 року ніколи не співав у Росії.

## Життєпис
Вахтанг Костянтинович Кікабідзе народився 19 липня 1938 року в Тбілісі, в дитинстві жив в районі Вера. У шкільні роки брав участь у гуртку мистецької самодіяльності. За словами самого Кікабідзе, він ніколи не був у комсомолі, а з піонерів був виключений за те, що чистив взуття своєю піонерською краваткою.
Після закінчення школи у 1955—1957 роках навчався в Тбіліському університеті. У 1959 році став працювати у Тбіліській філармонії. У 1961—1963 роках навчався в Тбіліському інституті іноземних мов.
У 1966 році дебютував в кіно — «Зустріч в горах» (режисер М. Санішвілі). Співав у квартеті «Діело». У 1966 році Вахтанг Кікабідзе прийшов в ансамбль «Орера» (ударні інструменти, вокал), назву якого з грузинської мови можна перевести приблизно як приспів «Ля-ля-ля». 1969 року вперше знявся у Данелії у фільмі «Не журись!» (Приз за кращу чоловічу роль Міжнародного кінофестивалю в Картахені, (1970)). Наступним знаковим фільмом стала картина «Мелодії Верійського кварталу» (режисер Г. Шенгелая, 1973). У грудні 1976 року як керівник ансамблю «Орера», разом із Нані Брегвадзе, виступив у фіналі телефестивалю «Пісня року», пізніше виходив у фінал ще п'ять разів у 1978, 1980, 1981, 1999, 2005 роках. У 1977 році вийшов фільм Данелії «Міміно» (Державна премія СРСР 1978 року).
У 1977 році вийшов фільм режисера Георгія Данелії «Міміно», де актор зіграв роль льотчика Валіко Мізандарі, яка принесла йому широку популярність.
З 1980 року почав сольну кар'єру співака. У 1981 році Кікабідзе за своїм сценарієм зняв комедію в чотирьох новелах «Будь здоровий, дорогий!» (Гран-Прі Габрово-83), а в 1985-му — фільм «Чоловіки і всі інші». У 1984 році знімався в телесеріалі «ТАРС уповноважений заявити...» (отримав премію КДБ СРСР).
З початку 1980-х років до 2008 року близько 30 років Кікабідзе жив і працював в Росії, де був вельми популярний, з аншлагом давав численні сольні концерти в різних російських містах.
Виконавець великої кількості популярних пісень («Чіто Гвріто», «Мої роки — моє багатство» й інші). Постійно гастролює. Об'їздив з концертами п'ять континентів. У кінематографі створив галерею персонажів у фільмах, які стали улюбленими народом: «Не журись!», «Зовсім безнадійний», «Міміно» і «Фортуна», зняті режисером Георгієм Данелією.
У 2013 році актор розповів, що пише книгу під робочою назвою «Особа кавказької національності». Книга, що складається з декількох новел про людей різних національностей, вийшла у 2016 році під назвою «Вони».
Останньою акторською роботою Кікабідзе у 2021 році стали зйомки в одній серії сьомого сезону серіалу «Свати».

### Політична позиція

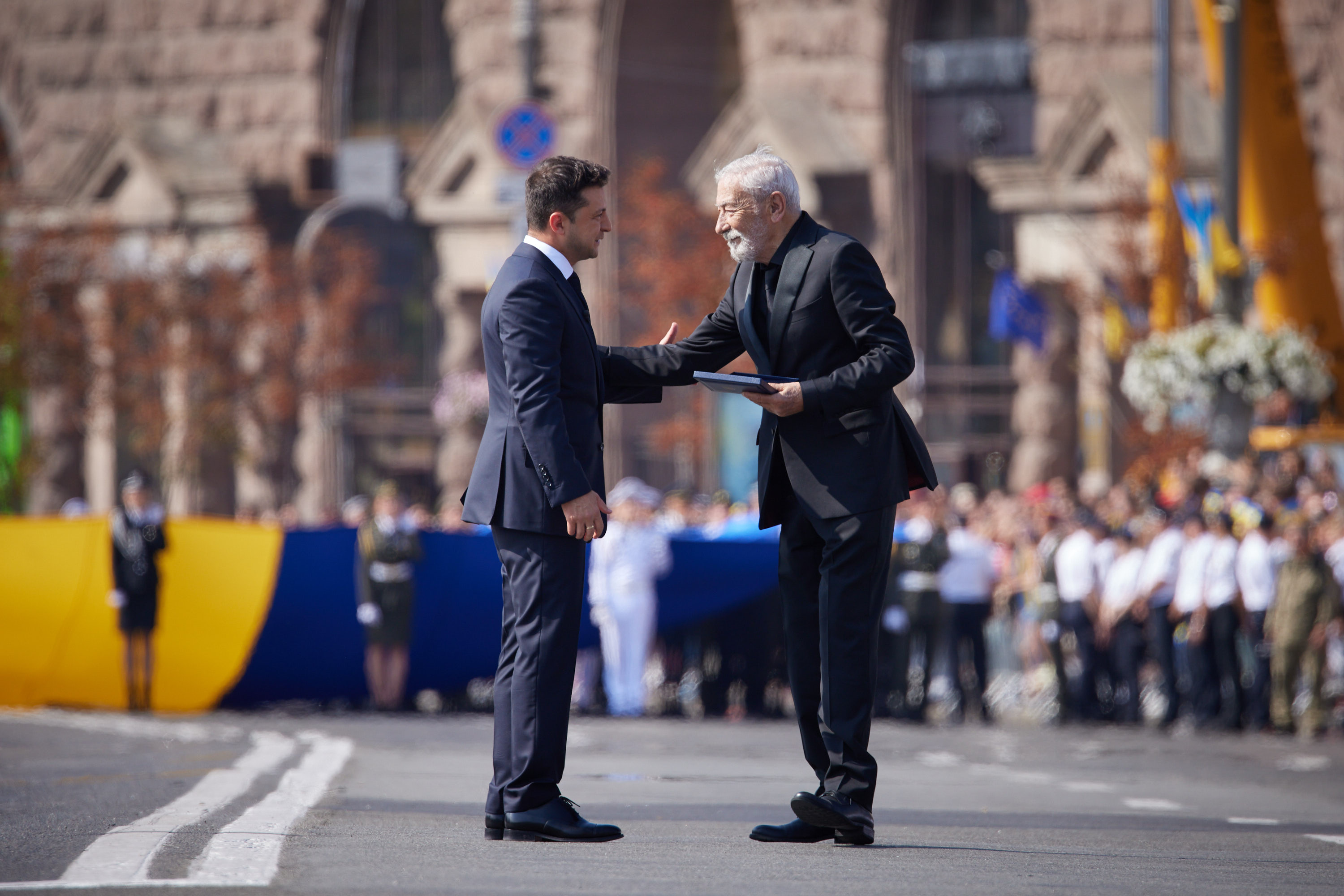
З президентом України Зеленським. Київ, 24 серпня 2021

Народний артист Грузинської РСР (1980), лауреат багатьох міжнародних пісенних конкурсів і кінофестивалів. Почесний громадянин міста Тбілісі (1998). У 1999 році в Москві на «Площі Зірок» була закладена його зірка, а у 2006 році — його «Грузинська зірка» на площі перед будівлею Тбіліської філармонії. Кавалер орденів: Міжнародного ордена Миколи Чудотворця (за примноження добра на землі, представлений від України), Міжнародного ордена Костянтина Великого (представлений від Росії) і грузинських — ордена Честі (1994) і військового ордена Вахтанга Горгасала III ступеня. До 70-річчя нагороджений грузинським орденом Перемоги імені Святого Георгія. Відмовився від російського ордена «Дружби» у зв'язку з війною в Південній Осетії в серпні 2008 року. Крім того, Кікабідзе скасував свої ювілейні концерти в Москві, заявивши, що поважає російський народ, але у зв'язку з військовими діями Росії проти Грузії — не може приймати нагороди та виступати з концертами. Відтоді більше не відвідував Росію.
У жовтні 2014 року в інтерв'ю українській газеті «Сегодня» Кікабідзе заявив, «що якби я був молодим, я б теж зараз був в АТО і чинив опір, захищаючи честь країни», а президента Путіна назвав «політиком чорної сили» і «загарбником».
Навесні 2015 року Вахтанг Кікабідзе в рамках всеукраїнського туру дав сольний концерт в Києві. Свій двогодинний виступ артист присвятив пам'яті Небесної сотні.
22-23 липня 2019 року дав концерти в містах українського Донбасу (Лисичанськ, Сєвєродонецьк, Рубіжне) на честь 5-річчя визволення від російсько-терористичних загарбників.
На парламентських виборах 2020 року очолив список партії експрезидента Грузії Михайла Саакашвілі «Єдиний національний рух», за підсумками виборів обраний депутатом парламенту Грузії X скликання.
У лютому 2022 року засудив вторгнення Росії в Україну.
Помер 15 січня 2023 року в Тбілісі в лікарні, на 85-му році життя від ускладнень хронічної хвороби нирок. Прощання і громадянська панахида пройшли 17 січня, Вахтанга було поховано на цвинтарі-пантеоні Мтацмінда в Тбілісі.

## Сім'я
Батько — молодший лейтенант Костянтин Миколайович Кікабідзе (1906—1942), пропав безвісти в грудні 1942 року під Керчю, походив з імеретинського дворянського роду, працював журналістом.
Мати актора — Манана Костянтинівна Багратіоні, з грузинського князівського роду Багратіоні-Давітішвілі, гілка грузинської царської династії Багратіоні, була відомою співачкою, бабуся Ольга по материнській лінії — зі старовинного князівського роду Аміреджібі з Картлі.
Дружина (1965—2021) — Ірина Григорівна Кебадзе (1932-11 жовтня 2021), в минулому прима-балерина Тбіліського академічного оперного театру, заслужена артистка Грузинської РСР.
У Вахтанга Кікабідзе двоє дітей: прийомна дочка — Марина Сагарадзе (нар. 1956, дочка актора Гурама Сагарадзе), актриса Тбіліського академічного театру імені Шота Руставелі, знімається в кіно, викладає в театральному виші сценічну майстерність, син — Костянтин Кікабідзе (нар. 1966), художник, закінчив Академію мистецтв, три роки працював за контрактом у Москві в посольстві Грузії, зараз живе в Торонто, Канада.
Онуки: старший онук-Георгій Арешидзе (нар. 1978), син прийомної дочки, закінчив коледж в Зальцбурзі і Міжнародний Університет Шиллера в Лондоні (2007), і сини Костянтина: Вахтанг Кікабідзе (нар. 1986) та Іоанн Кікабідзе (нар. 1995), навчався в англійській школі в Тбілісі.

## Нагороди
- Народний артист Грузинської РСР (1980)
- Лауреат Державної премії СРСР (1978)
- Почесний громадянин Тбілісі (1998).[11]
- Заслужений артист України (2013)
- Кавалер ордена Ярослава Мудрого V ступеня (2021).[12]

## Фільмографія

### Кіноролі
- 1966 — Зустріч в горах — Гія
- 1969 — Не журись! — Бенджамен
- 1970 — Орера, повний вперед!
- 1971 — Я, слідчий — Георгій Мікеладзе
- 1973 — Зовсім безнадійний — Герцог
- 1974 — Мелодії Верійського кварталу — візник Павла
- 1975 — Зникла експедиція — Арсен Георгійович Кобахідзе, комісар
- 1976 — Чарівний ліхтар — виконання фінальної пісні «Буде так», партнер Л. Гурченко
- 1977 — Міміно — Валіко Мізандарі
- 1977 — Камінь чистої води
- 1977 — Псевдонім: Лукач — Дурутті
- 1977 — Орера виходить в ефір
- 1980 — Дюма на Кавказі — Аркапос
- 1980 — До зустрічі, друже…
- 1981 — Будь здоровий, дорогий!
- 1982 — Три ляпаси — Нікала
- 1983 — Ранок без оцінок — містер Глебб, шпигун зі сну Гліба
- 1984 — ТАРС уповноважений заявити... — Джон Глебб
- 1984 — Ольга і Костянтин — Костянтин Гогуадзе
- 1985 — Чоловіки і всі інші
- 1994 — Веселенька поїздка
- 1996 — Російський проект — алкоголік
- 1997 — Зоряна ніч у Камергерському — учасник капусника МХТ
- 2000 — Фортуна — Фома Арчилович Каландадзе, капітан
- 2008 — Королева — Іраклій Нодарович Дадіані
- 2008 — Ідіократія
- 2012 — Любов з акцентом — ювіляр
- 2013 — Дід 005 — Іраклій, лікар-кардіолог із Грузії
- 2021 — Свати 7 — князь Георгій Габріадзе

### Озвучування
- 2013 — Ку! Кін-дза-дза — Трац, ватажок контрабандистів (озвучування)

### Режисерські та сценарні роботи
- 1981 — Будь здоровий, дорогий!
- 1985 — Чоловіки і всі інші

## Музичні відеокліпи
- 1980 — «Мои года» (Мої роки — моє багатство)
- 1981 — «Пожелания» (Я хочу, щоби пісні звучали)
- 2011 — «Грузинская песня» (Виноградну кісточку в теплу землю зарию)

## Вшанування пам'яті
15 лютого 2023 року у місті Золотоноша вулицю Горького перейменували на вулицю Вахтанга Кікабідзе.
19 квітня 2023 року у місті Краматорськ вулицю Марка Бернеса перейменували на вулицю Вахтанга Кікабідзе.
8 лютого 2024 року у місті Київ вулицю Булгакова перейменували на вулицю Вахтанга Кікабідзе.
26 січня 2024 року у місті Полтава за ініціативи ГО Всеукраїнське суспільне об'єднання «Георгія» створили сквер імені Вахтанга Кікабідзе. Облаштування скверу та встановлення пам'ятного знаку взяла на себе грузинська діаспора.

## У мережі
- Вахтанг Кікабідзе привітав Україну з Днем незалежності // ВІДЕО
- Вахтанг Кікабідзе: Я для Путіна фашист, тому що підтримую українців [Архівовано 7 квітня 2014 у Wayback Machine.]
- Кикабидзе перевел на грузинский «Червону руту» и спел ее в Киеве. Видео [Архівовано 21 березня 2015 у Wayback Machine.]
- http://www.dni.ru/society/2003/7/24/24469.html [Архівовано 1 липня 2016 у Wayback Machine.]